# Eucoptacra sheffieldi
Eucoptacra sheffieldi är en insektsart som först beskrevs av Bolívar, I. 1912.  Eucoptacra sheffieldi ingår i släktet Eucoptacra och familjen gräshoppor. Inga underarter finns listade i Catalogue of Life.